# 小行星7665
小行星7665（英語：7665 Putignano）是一颗围绕太阳公转的小行星。1994年10月11日，V. S. Casulli在Colleverde发现了此天体。
这颗小行星的绝对星等为198.775526593122等。